# Yukari Yoshihara
Yukari Yoshihara, in giapponese 吉原 由香里 (nata Yukari Umezawa, 梅沢 由香里; Tokyo, 4 ottobre 1973), è una giocatrice di go giapponese, 6-dan professionista.

## Biografia
Yukari Umezawa si è laureata alla Keio University nel 1996.
Allieva di Masao Katō, ha giocato per la prima volta a Go all'età di 6 anni ed è diventata una giocatrice professionista nel 1996. Ha poi raggiunto il grado di 5-dan nel 2002 all'età di 29 anni, e nello stesso anno si è sposata con il calciatore Shinya Yoshihara, da cui ha avuto un figlio nel 2011 (anno in cui ha cambiato il suo nome da professionista in Yoshihara).
Dal 2007 al 2009 ha detenuto per tre anni consecutivi il titolo di Kisei femminile, perso nel 2010 contro Xie Yimin; nel 2011 ha disputato la finale del Kisei, sempre contro Xie, ma ha perso 2-0.
Nel 2013 è stata promossa 6-dan.
Umezawa ha supervisionato la produzione di Hikaru no Go, un manga su Go scritto da Yumi Hotta e illustrato da Takeshi Obata. È stata anche consulente per la versione anime di Hikaru no Go, apparendo in una serie di lezioni di Go indirizzate ai bambini che erano mandate in onda dopo l'anime, intitolate Go Go Igo!, ospitando programmi educativi sul Go su NHK.

## Palmarès
| Titolo           | Vittorie             | Finalista      |
| ---------------- | -------------------- | -------------- |
| Kisei femminile  | 3 (2007, 2008, 2009) | 2 (2010, 2011) |
| Saikyo femminile |                      | 1 (2002)       |